# OK Jedinstvo Bijelo Polje
OK Jedinstvo Bijelo Polje – czarnogórski klub siatkarski z miejscowości Bijelo Polje. Jest jedną z sekcji klubu sportowego Jedinstvo.
OK Jedinstvo Bijelo Polje obecnie występuje w najwyższej klasie rozgrywek klubowych w Czarnogórze.

## Rozgrywki krajowe
| Sezon     | Rozgrywki | Miejsce    |
| --------- | --------- | ---------- |
| 2006/2007 | I liga    | 3. miejsce |
| 2007/2008 | I liga    | 3. miejsce |
| 2008/2009 | I liga    | 6. miejsce |
| 2009/2010 | I liga    | 8. miejsce |
| 2010/2011 | I liga    | 4. miejsce |
| 2011/2012 | I liga    | 4. miejsce |
| 2012/2013 | I liga    | 3. miejsce |
| 2013/2014 | I liga    | 4. miejsce |
| 2014/2015 | I liga    | 4. miejsce |
| 2015/2016 | I liga    | 3. miejsce |
| 2016/2017 | I liga    | 1. miejsce |
| 2017/2018 | I liga    | 1. miejsce |
| 2018/2019 | I liga    | 3. miejsce |
| 2019/2020 | I liga    | 2. miejsce |

## Rzogrywki międzynarodowe
| Sezon     | Puchar           | Osiągnięcie             |
| --------- | ---------------- | ----------------------- |
| 2007/2008 | Puchar Challenge | II runda                |
| 2016/2017 | Puchar CEV       | 1/32 finału             |
| 2017/2018 | Liga Mistrzów    | II runda kwalifikacyjna |
| 2017/2018 | Puchar CEV       | 1/16 finału             |
| 2018/2019 | Puchar CEV       | 1/16 finału             |

## Sukcesy
- Mistrzostwa Czarnogóry:
  -  1. miejsce (2x): 2017, 2018
  -  2. miejsce (1x): 2020
  -  3. miejsce (6x): 2007, 2008, 2013, 2014, 2016, 2019
- Puchar Czarnogóry:
  -  1. miejsce (2x): 2017, 2018